# Can Font (Borredà)
Can Font és una casa al nucli de Borredà (Berguedà) inclosa en l'Inventari del Patrimoni Arquitectònic de Catalunya. Construcció situada a l'encreuament de dos carrers, tenint tres façanes amb obertures. Està estructurada en planta baixa i dos pisos superiors coberts amb embigat de fusta i teula àrab. El parament, com és habitual, combina els carreus ben escairats a les zones destacades (marcs d'obertures, cantonades, etc.) amb la disposició de pedra irregular, poc treballada, a la resta del mur. Resulta un exemplar interessant, ja que, partint de l'estructura de la masia clàssica, s'adapta a l'urbanisme de la ciutat, amb un afegit lateral de perfil semicircular. Aquest està ubicat al cantó que dona a la plaça, amb una alçada d'un sol pis. Al primer i segon pis hi ha assecadors.
La casa de can Font era als s. XIV i XV un hostal situat prop de l'església de Santa Maria de Borredà, al peu del camí ral de Berga a Ripoll. Al s. XV era regentat per Bernat de la Serra però el 1433 són documentats ja els Font que l'ampliaren comprant un petit hortet al mas la Llosada. Al fogatge de 1553 hi figura Jaume del Hostal però al s. XVII la casa ja havia abandonat les funcions d'hostal i era una gran masia, tal com ho demostra l'inventari postmortem de Joan Font (1688). Els Font ampliaren les seves propietats durant el s. XVII i xviii. El 1741 obtingueren el reconeixement de l'ús exclusiu de les aigües de la riera del Merdançol des del molí de Campalans fins al límit del terme municipal amb Vilada.